# حفل توزيع جوائز الأوسكار التاسع والستون
حفل توزيع جوائز الأوسكار التاسع والستون هو الحفل التاسع والستون في تاريخ جوائز الأوسكار. عقد في 24 مارس 1997.في قاعة مزار في لوس أنجلوس في كاليفورنيا الولايات المتحدة الأمريكية.قدم الحفل بيلي كريستال.

## روابط خارجية
- حفل توزيع جوائز الأوسكار التاسع والستون على موقع IMDb (الإنجليزية)
- حفل توزيع جوائز الأوسكار التاسع والستون على موقع ميوزك برينز (الإنجليزية)